# Diocèse de Lancastre
Le diocèse de Lancaster (en latin : dioecesis Lancastrensis ; en anglais : diocese of Lancaster) est une Église particulière de l'Église catholique en Angleterre. Érigé en 1924, il est suffragant de l'archidiocèse de Liverpool. Depuis 2018, son évêque est Paul Swarbrick (en).

## Territoire

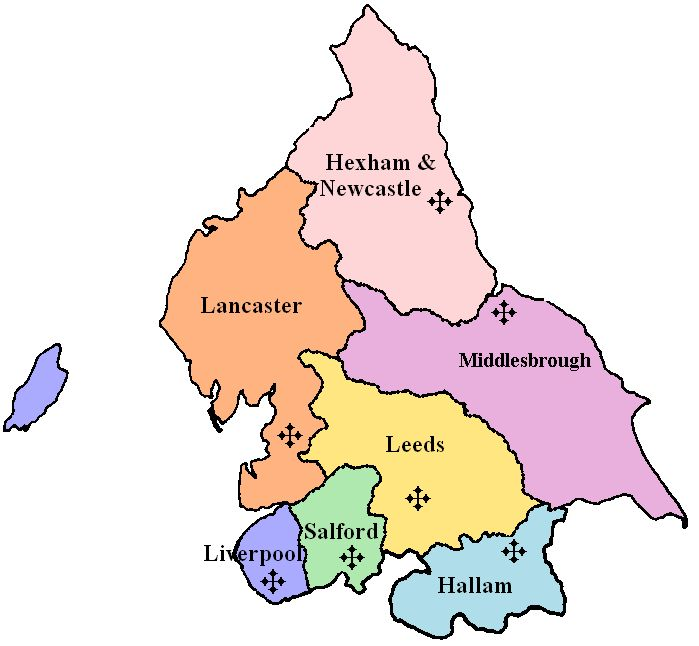
Localisation du diocèse (en orange) parmi la province ecclésiastique de Liverpool.

Le diocèse comprend l'ensemble du comté anglais de Cumbria et une grande partie de celui du Lancashire (au nord du fleuve Ribble).
Le siège épiscopal est la cathédrale Saint-Pierre de Lancaster. Ce diocèse fait partie de la province ecclésiastique de Liverpool, qui en compte six autres : Hallam, Hexham et Newcastle, Leeds, Liverpool, Middlesbrough et Salford.
En 2023, le diocèse était divisé en 74 paroisses, desservies par 34 diacres et 113 prêtres  (95	diocésains et 18 religieux).

## Histoire
Le diocèse de Lancaster est érigé le 22 novembre 1924, par la bulle Universalis Ecclesiae du pape Pie XI, en prenant son territoire d'une partie de l'archidiocèse de Liverpool, et des comtés de Westmorland et de Cumberland du diocèse de Hexham et Newcastle. Au Moyen Âge, le territoire de ce diocèse était sous la juridiction de l'ancien diocèse de Carlisle. 